# جوجه‌تیغی آفریقایی شمالی
جوجه‌تیغی آفریقایی شمالی (نام علمی: Atelerix algirus) نام یک گونه از سرده جوجه‌تیغی‌های آفریقایی است.